# Arcadia (Oklahoma)
Arcadia ist ein kleiner Ort im Oklahoma County im Zentrum des US-amerikanischen Bundesstaates Oklahoma. Im Jahr 2020 hatte Arcadia 169 Einwohner. Arcadia liegt rund 30 km nordöstlich von Oklahomas Hauptstadt Oklahoma City und gehört zur Metropolregion um diese Stadt.

## Gründung
Arcadia wurde 1889 nach dem sogenannten Homestead Act, der einen Ansturm auf nicht registrierte Ländereien auslöste, gegründet. Das fruchtbare Ackerland rund um den Deep Fork River zog vor allem afroamerikanische und weiße Baumwollfarmer an. Sie benannten ihre Stadt wegen der friedlichen und ruhigen Lage nach der griechischen Landschaft Arkadien.

## Wirtschaftliche Entwicklung
Bereits 1890 wurde eine Poststation gegründet. Nachdem zwischen 1902 und 1903 die Eisenbahn von Bartlesville nach Oklahoma City gebaut wurde, die direkt an Arcadia vorbeiführte, erhielt die Stadt Anschluss an das Bahnnetz und florierte weiter. Sie wurde zu einem wichtigen regionalen Handelsplatz. 1904 wurden 800 Einwohner gezählt, 1907 betrug die Zahl der Bewohner 994.
1910 gab es in Arcadia drei Kirchen und zwei, nach Rassen getrennte Schulen. In den 1920er Jahren erhielt Arcadia Telefonanschluss, beherbergte zwei Banken, sieben Einkaufsmärkte und zwei moderne Baumwollerntemaschinen.
Nach dem Bau der U.S. Highway 66 von Wellston über Luther vorbei an Arcadia bis nach Edmond, brachte die „Mother Road“ weiteres Einkommen für Arcadias Wirtschaftsleben.

## „The Round Barn“, die Rundscheune von Arcadia
Direkt an der Route 66 in Arcadia ist eine der wenigen historischen Rundscheunen erhalten geblieben. Die runde Form bot den, in der Region auftretenden Tornados weniger Angriffsfläche. Die Round Barn in Arcadia wurde 1898 erbaut. Über die Jahre verfiel die mittlerweile ungenutzte Scheune immer mehr, bis schließlich im Jahre 1988 die große Dachkuppel einstürzte. Nach einer Restaurierung im Jahre 1992 dient sie heute als Veranstaltungsraum. Im Zuge der Wiederentdeckung der alten historischen Route 66 wurde sie durch den Tourismus über die Grenzen der Region hinaus bekannt. Die Round Barn ist in die Liste der historischen Denkmäler der USA aufgenommen.